# Amblyscartidia spinolai
Amblyscartidia spinolai är en insektsart som beskrevs av Mejdalani et al. 2000. Amblyscartidia spinolai ingår i släktet Amblyscartidia och familjen dvärgstritar. Inga underarter finns listade i Catalogue of Life.